# Grotte du Macchabée
La grotte du Macchabée (Ifri Mareb, Lɣar n tamdint) est une grotte située dans la commune d'Akbil, dans la wilaya de Tizi Ouzou, région de Kabylie, en Algérie. Elle se trouve sur un versant du col de Tirourda.
La grotte du Macchabée porte ce nom, car elle abrite une momie dans une de ses galeries. Le cadavre est conservé à l'état naturel pendant plusieurs siècles. 